# Чемпионат игроков (снукер)
Чемпионат игроков (англ. Players Championship (snooker)) — профессиональный рейтинговый турнир по снукеру. В 2015—2016 гг. турнир возродился в городке Лландидно, в Уэльсе.

## История
Впервые турнир с необычным названием появился в сезоне 2003/2004 годов, заменив не очень популярный на тот момент Scottish Open. Турнир был проведен весной 2004 года в Глазго и запомнился тем, что в последнем в своей недолгой карьере финале Пол Хантер буквально подарил победу своему близкому другу Джимми Уайту. Примечательно и то, что эта победа стала последней полноценной победой в карьере Уайта, с тех пор ему удалось выиграть лишь турнир по шестишаровой версии снукера и один раз Чемпионат мира среди ветеранов. Однако уже в следующем сезоне турнир отменили в связи с не самыми высокими рейтингами.
Лишь в 2011 году был создан турнир Grand Finals который отдаленно чем-то напоминал проводившийся ранее Чемпионат игроков. Принимали участие в нем изначально лишь игроки с хорошими результатами в серии PTC, сыгравшие не менее определенного числа турниров. Позже - все игроки попавшие в топ-16 рейтинга PTC. В сезоне 2016/2017 года серия PTC была отменена, турниры ранее включенные в эту серию, стали самостоятельными, рейтинг PTC также отменили. Возникла идея возрождения изначального турнира. Однако в рамках создания "домашней серии турниров" (Home series) предшественник турнира Scottish Open также был возрождён. В связи с этим возрождена была изначальная версия турнира, но примут участие в турнире как и на Гран-При лишь 16 лучших по рейтингу участников. А поскольку Гран-При был перенесён в город Престон (где много раз проводился ранее), то проводить ново-старый турнир решили в городке Лландидно, который два раза принимал до этого Гран-При.

## Победители
| Год                                    | Чемпион           | Финалист          | Счёт              | Место проведения  | Сезон             |
| Чемпионат игроков                      | Чемпионат игроков | Чемпионат игроков | Чемпионат игроков | Чемпионат игроков | Чемпионат игроков |
| -------------------------------------- | ----------------- | ----------------- | ----------------- | ----------------- | ----------------- |
| 2004                                   | Джимми Уайт       | Пол Хантер        | 9:7               | Глазго            | 2003/04           |
| Players Tour Championship Grand Finals |                   |                   |                   |                   |                   |
| 2011                                   | Шон Мёрфи         | Мартин Гоулд      | 4:0               | Дублин            | 2011/10           |
| 2012                                   | Стивен Ли         | Нил Робертсон     | 4:0               | Голуэй            | 2011/12           |
| 2013                                   | Дин Цзюньхуэй     | Нил Робертсон     | 4:3               | Голуэй            | 2012/13           |
| Players Championship Grand Final       |                   |                   |                   |                   |                   |
| 2014                                   | Барри Хокинс      | Джерард Грин      | 4:0               | Престон           | 2013/14           |
| 2015                                   | Джо Пэрри         | Марк Уильямс      | 4:3               | Бангкок           | 2014/15           |
| 2016                                   | Марк Аллен        | Рикки Уолден      | 10:6              | Манчестер         | 2015/16           |
| Чемпионат игроков                      |                   |                   |                   |                   |                   |
| 2017                                   | Джадд Трамп       | Марко Фу          | 10:8              | Лландидно         | 2016/17           |
| 2018                                   | Ронни О'Салливан  | Шон Мёрфи         | 10:4              | Лландидно         | 2017/18           |
| 2019                                   | Ронни О'Салливан  | Нил Робертсон     | 10:4              | Престон           | 2018/19           |
| 2020                                   | Джадд Трамп       | Янь Бинтао        | 10:4              | Саутпорт          | 2019/20           |
| 2021                                   | Джон Хиггинс      | Ронни О'Салливан  | 10:3              | Милтон-Кинс       | 2020/21           |
| 2022                                   | Нил Робертсон     | Барри Хокинс      | 10:5              | Вулвергемптон     | 2021/22           |
| 2023                                   | Шон Мёрфи         | Али Картер        | 10:4              | Вулвергемптон     | 2022/23           |
| 2024                                   | Марк Аллен        | Чжан Аньда        | 10:8              | Телфорд           | 2023/24           |
| 2025                                   | Кайрен Уилсон     | Джадд Трамп       | 10:9              | Телфорд           | 2024/25           |